# پترزبورگ (شهرستان مدیسون، کارولینای شمالی)
پترزبورگ (به انگلیسی: Petersburg) یک منطقهٔ مسکونی در ایالات متحده آمریکا است که در کارولینای شمالی واقع شده‌است. پترزبورگ ۶۰۷ متر بالاتر از سطح دریا واقع شده‌است.